# Manuel Gil Prieto
Manuel Gil Prieto (Calataiud, 1927 - Saragossa, 24 de juliol de 2014), fou un sindicalista aragonès. Afiliat al Partit Comunista d'Espanya des del 1947, desenvolupà una intensa activitat contra el règim franquista. El 1958, considerat home de confiança de la direcció del partit, fou detingut en el curs d'una àmplia operació policial anticomunista que acabà amb prop de mig centenar de processaments a Madrid, Barcelona, Saragossa i València. Fou un dels fundadors de Comissions Obreres (CCOO) a Aragó.
Entre 1969 i 1973 fou reclòs successivament a les presons de Torrero (Saragossa), Carabanchel (Madrid), Jaén i Palència. El juliol de 1971 el Tribunal Suprem confirmà la sentència a sis anys de presó dictada el setembre de 1970 pel Tribunal d'Ordre Públic (TOP), en haver estat identificat a Saragossa quan llançava al carrer fulls volanders de propaganda en nom de Comissions Obreres. Durant l'estada a la presó, el 1969, casà (segons sembla, en el que es considera el primer matrimoni civil celebrat a una presó franquista) amb la també militant comunista Esperanza Martínez García, "Sole" (Atalaya de Villar del Saz de Arcas, Cuenca, 1927), qui havia afrontat dos consells de guerra i passat quinze anys a la presó (1952 – 1967), condemnada per la seva participació en les activitats guerrilleres antifranquistes de l'Agrupación de Levante y Aragón (1944 – 1952).
En els darrers anys, Manuel Gil Prieto va donar suport des d'una militància activa a Izquierda Unida de Aragón i va col·laborar en diverses organitzacions creades per a la recuperació de la memòria de la lluita antifranquista, com ara l'Asociación Archivo Guerra y Exilio i el Foro por la Memoria de Aragón, del qual va ser president. Així mateix, fou vocal de la Fundación Rey del Corral de Investigaciones Marxistas, creada el 2002. Amb la seva esposa, impulsaren aquell mateix any l'aprovació per les Corts d'Aragó de la proposició no de llei sobre la dignificació dels presoners republicans que treballaren com a esclaus sota la dictadura franquista, i sobre la recuperació de la memòria col·lectiva.

## Fons personal
El seu fons personal va ingressar a l'Arxiu Nacional de Catalunya, a títol de cessió en comodat per part de l'Asociación Guerra y Exilio, el dia 12 de juliol de 2011. Aquest dipòsit s'acull al conveni subscrit entre la Generalitat de Catalunya i l'Associació "Archivo, Guerra y Exilio" (AGE) que preveu la recuperació dels documents procedents de l'exili republicà espanyol per tal que ingressin a l'Arxiu Nacional de Catalunya. El fons és constituït, exclusivament, per la correspondència (248 cartes) tramesa per Manuel Gil Prieto a la seva esposa i el seu fill durant la seva reclusió successiva a les presons de Torrero, Carabanchel, Jaén i Palència, i constitueix un testimoni de primera mà de la repressió de l'activitat sindical i política dels comunistes, així com de les condicions de vida a les presons del darrer franquisme.